# Mo Nunn
Morris „Mo” Nunn (ur. 27 września 1938 w Walsall, zm. 18 lipca 2018) – brytyjski kierowca wyścigowy, inżynier i założyciel zespołu Formuły 1 Ensign Racing.

## Życiorys

### Kariera wyścigowa
Nunn rozpoczął karierę w międzynarodowych wyścigach samochodowych w 1966 roku od startów w Brytyjskiej Formule 3 BRSCC Les Leston, gdzie czterokrotnie stawał na podium i odniósł jedno zwycięstwo. Z dorobkiem 24 punktów został sklasyfikowany na czwartej pozycji w końcowej klasyfikacji kierowców. W późniejszym okresie Brytyjczyk pojawiał się także w stawce Brytyjskiej Formuły 3, Formuły 3 Les Leston Trophy, Formuły 3 Radio London Trophy, Formuły 3 – Holts Trophy, Temporada Argentina, Formuły 3 – E.R. Hall Trophy, Gran Premio de Barcelona, Lincolnshire International Trophy, Guards International Trophy, Plessey Trophy, Francuskiej Formuły 3, Brytyjskiej Formuły 3 BRSCC Lombank oraz Brytyjskiej Formuły 5000.

### Kariera inżyniera
Na przełomie lat 70. i 80. Nunn założył zespół wyścigowy Ensign Racing, który w latach 1973–1982 występował w Formule 1, jednak żaden z kierowców zespołu nigdy nie stanął na podium. W późniejszym okresie Amerykanin współpracował z Chipem Ganassim, właścicielem zespołu Indy Racing League, po czym sam założył zespół Mo Nunn Racing w 2000 roku. Ekipa ta pojawiała się w stawce IndyCar Series, CART Championship Series oraz w wyścigu Indianapolis 500 do 2005 roku.